# Schizochelus
Schizochelus är ett släkte av skalbaggar. Schizochelus ingår i familjen Melolonthidae.
Kladogram enligt Catalogue of Life:
| Schizochelus | \| \| Schizochelus bicoloripes \| \| \| \| \| \| Schizochelus flavescens \| \| \| \| \| \| Schizochelus modestus \| \| \| \| |
|              | \| \| Schizochelus bicoloripes \| \| \| \| \| \| Schizochelus flavescens \| \| \| \| \| \| Schizochelus modestus \| \| \| \| |
|              | Schizochelus bicoloripes |
|              | |
|              | Schizochelus flavescens |
|              | |
|              | Schizochelus modestus |
|              | |